# Lyot (cratera marciana)

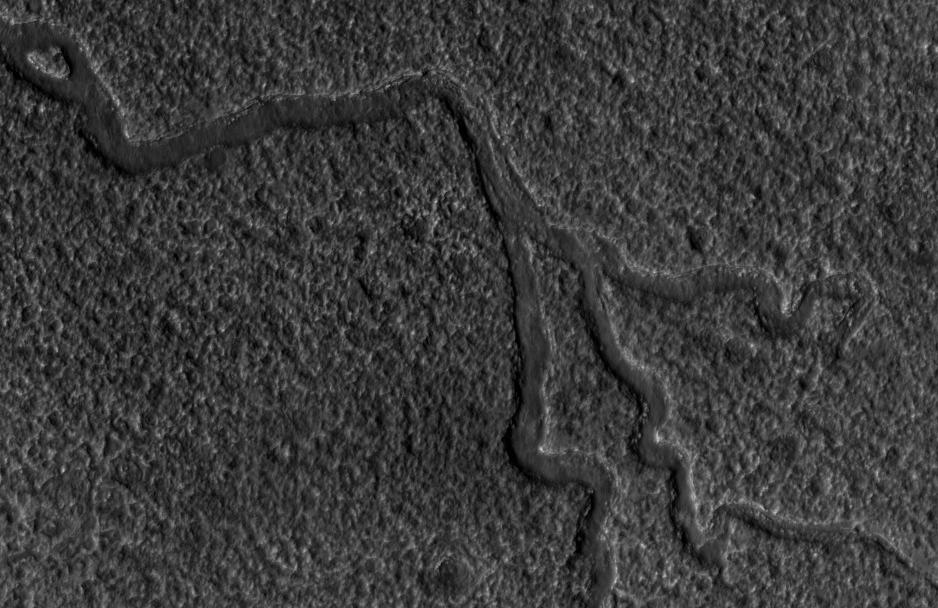
Canais na cratera Lyot vistos pela HiRISE

A cratera Lyot é uma grande cratera no quadrângulo de Ismenius Lacus em Marte, localizada a 50.8° latitude norte e 330.7° longitude oeste.  Ela possui 236 km em diâmetro e recebeu o nome de Bernard Lyot, um astrônomo francês (1897–1952).[carece de fontes?] As planícies do norte são geralmente planas e suaves com poucas crateras. A cratera de impacto gigante Lyot é facilmente identificada a norte de Ismenius Lacus.  A cratera Lyot é o ponto mais profundo no hemisfério norte de Marte.  Uma imagem abaixo da cratera Lyot exibe uma variedade de formas interessantes, dunas escuras, depósitos em tons claros, e rastros de redemoinho (Dust Devil Tracks).  Especula-se que os depósitos em tons claros contêm minerais formados na presença de água.
Uma pesquisa, publicada em junho de 2010, descreveu a evidência de água líquida na cratera Lyot no passado.

## Rios em Lyot
Imagens da Mars Reconnaissance Orbiter mostram vales esculpidos por rios no leito da cratera Lyot.  Cientistas estão excitados pois estes rios parecem ter se formado em um período mais recente que outros rios em Marte. Eles poderiam ter tido água corrente há apenas 1.25 milhões de anos atrás. Acredita-se que a fonte de água tenha sido o gelo das geleiras próximas. Os vales fluviais possuem mais de 250 metros de larguras e dezenas de quilômetros de extensão.

## Dust Devil Tracks
Muitas áreas de Marte, incluindo a cratera Lyot, experimentam a passagem de redemoinhos gigantes. Uma fina cobertura de poeira clara cobre a maior parte da superfície de Marte. Com a passagem de um redemoinho essa cobertura é soprada expondo a camada escura à superfície. Estes redemoinhos têm sido avistados desde o solo até a órbita. Eles até mesmo limparam a poeira dos painéis solares dos dois rovers em Marte, desse modo prolongando suas vidas úteis.  Os rovers gêmeos foram desenvolvidos para durar três meses, mas eles têm durado cinco anos e ainda estão em atividade. Foi observado que o padrão ds riscas muda a cada poucos meses.